# 横道河子镇 (铁岭县)
横道河子满族乡，是中华人民共和国辽宁省铁岭市铁岭县下辖的一个乡镇级行政单位。

## 行政区划
横道河子满族乡下辖以下地区：
武家村、横道河子村、后营盘村、八家沟村、下石碑村、百贯屯村、上石碑山村、东三岔子村、西三岔子村、四冲村和横河工业园区社区。